# Données dynamiques
 (février 2024).
Si vous disposez d'ouvrages ou d'articles de référence ou si vous connaissez des sites web de qualité traitant du thème abordé ici, merci de compléter l'article en donnant les références utiles à sa vérifiabilité et en les liant à la section « Notes et références ».
En gestion des données, l’échelle de temps des données détermine la manière dont elles sont traitées et stockées. Les données dynamiques ou transactionnelles (ou encore "dyata") sont des informations mises à jour périodiquement, ce qui signifie qu'elles changent de manière asynchrone au fil du temps, à mesure que de nouvelles informations deviennent disponibles. 
Les données qui sont rarement modifiées et donc non dynamiques, sont dites statiques, ou persistantes. Les données qui constituent un flux constant d'informations ne sont pas dites dynamiques sont appelées données en continu. Les données dynamiques peuvent être mises à jour à tout moment, entre deux périodes d'inactivité.
Dans la gestion des données d'entreprise, les données dynamiques sont susceptibles d'être transactionnelles, mais elles ne se limitent pas aux transactions financières ou commerciales. Il peut également inclure des transactions d'ingénierie, telles qu'un diagramme schématique révisé ou un document d'architecture. Dans ce contexte, les données statiques sont soit inchangées, soit si rarement modifiées qu'elles peuvent être stockées à distance , alors que les données dynamiques sont réutilisées ou modifiées fréquemment et nécessitent donc un stockage en ligne. Une copie originale d'un schéma de câblage passera de dynamique à statique car les nouvelles versions le rendent obsolète. Il est toujours possible de réutiliser l'original, mais dans le cours normal des activités, il est rarement nécessaire d'accéder à des données obsolètes. La version actuelle du schéma de câblage est considérée comme dynamique ou modifiable. 
Ces deux contextes différents pour "dynamique" sont similaires, mais diffèrent par leur échelle de temps. Les données dynamiques peuvent devenir statiques. 
Les données persistantes sont ou seront sans doute  utilisées dans le contexte de l'exécution d'un programme. Les données statiques appartiennent au  contexte des données historiques de l'entreprise, indépendamment de toute application ou programme. Les données "dynamiques" sont les données nouvelles / mises à jour / révisées / supprimées se situent sur des horizons temporels différents. Votre talon de chèque de paie contient des données dynamiques pendant 1 semaine ou 1 jour. Il devient alors en lecture seule et en lecture rare, ce qui sera l'un ou/et l'autre, statique et persistant. 